# 李文足
李文足，維權律師王全璋的妻子，2015年中國709維權律師大抓捕事件中王全璋被抓走，自始李文足四處為王全璋奔走，踏上維權路。 她还曾经起诉环球时报主编胡锡进在一篇报道中歪曲事实，侵犯其名誉。

## 經歷

### 家庭及早年經歷
李文足與王全璋育有一子，709大抓捕發生時為兩歲半。據王全璋所述，李文足與他結婚早年並不關心政治，平日只是看看網上肥皂劇。NHK《消失的律師》紀錄片，拍攝中國維權律師王全璋無故被捕後，妻子李文足四處奔走只求見上一面。

### 709大抓捕後
2015年中國709維權律師大抓捕事件中，王全璋被抓走。首三年王全璋仍為生死未卜，李文足奔走到不同單位投訴，光是提控當局違法禁止王全璋與律師見面，便提告了8次。在丈夫失踪第999天，李文足試圖從北京出發徒步往天津提告並「千里尋夫」，但在半途被國保抓回北京。
2018年，德國總理默克爾訪華，會見了李文足，李文足向默克爾求助希望其協助向中國政府詢問王全璋的生死。
2018年12月，李文足與另外三位中國709維權律師大抓捕事件的女性家屬將自己的頭髮剃光，在最高人民法院前高喊「我可以無髮，你卻不能無法！」為自己的親人們請命。
2019年12月11日，李文足獲得2019年度法德人权法治奖。
王全璋在2020年被釋放後，表示在獄中消息被封鎖，不知道妻子為自己付出了那麼多，出獄後才知道，十分感動。
2021年10月15日，李文足与709律师家属王峭岭、刘二敏等14人共同宣布参选北京地方人大，后遭当局打压，无法正常开展竞选活动，最终在同年11月1日宣布退选。

## 外部連結
- 李文足的X（前Twitter）
- 专访李文足：我很自豪有这样的丈夫 （页面存档备份，存于）